# Sahara (hotel e casinò)
Il Sahara è stato un hotel e casinò aperto dal 1952 al 2011 situato nella Las Vegas Strip a Winchester.
L'hotel aveva 1720 stanze e disponeva di un casinò di 7900 metri quadrati. 
Situato all'estremità nord della Strip, il Sahara è stato il sesto resort ad aprire a Las Vegas e l'ultimo di quelli che ospitavano gli show del cosiddetto gruppo Rat Pack.
Dopo diversi passaggi di proprietà dalla sua chiusura storica del 2011 è stato reinaugurato più volte e sotto diversi nomi per ritornare nel 2019 col suo nome originale. Si è tenuta una enorme cerimonia di fuochi d'artificio il 27 giugno del 2019 per annunciare il ritorno del nome Sahara alla proprietà. I lavori di ristrutturazione sono iniziati a nel 2019 e parzialmente ancora in corso. Offre una sala a poker, il quale era stato assente dal casinò per quasi un decennio e molti casinò di Las Vegas avevano chiuso le loro sale da poker negli ultimi anni a causa di un calo di popolarità.